# Diagnostyczny iloraz szans

Logarytm diagnostycznego ilorazu szans dla różnych poziomów czułości i swoistości

Diagnostyczny iloraz szans (ang. diagnostic odds ratio, DOR) – miara skuteczności medycznego testu diagnostycznego zwracającego wynik binarny (tak/nie). DOR można zdefiniować stosunek szansy, że wynik testu będzie dodatni w przypadku chorego pacjenta, do szansy, że wynik testu będzie dodatni, gdy pacjent nie jest chory.
Diagnostyczny iloraz szans to pojedynczy wskaźnik podsumowujący skuteczność testu. Jest on jest niezależny od częstości występowania (chorobowości). Przedstawia się go w zrozumiałej dla lekarzy formie ilorazu szans.

## Definicja
Diagnostyczny iloraz szans można zdefiniować w następujący sposób:
{\displaystyle {\text{DOR}}={\frac {TP/FN}{FP/TN}}={\frac {TP/FP}{FN/TN}}={\frac {TP\cdot TN}{FP\cdot FN}}},
gdzie {\displaystyle TP}, {\displaystyle FN}, {\displaystyle FP} i {\displaystyle TN} to liczba wyników odpowiednio prawdziwie dodatnich, fałszywie ujemnych, fałszywie dodatnich i prawdziwie ujemnych.

### Przedział ufności
Logarytm diagnostycznego ilorazu szans ma w przybliżeniu rozkład normalny, zaś błąd standardowy logarytmu DOR wynosi w przybliżeniu:
{\displaystyle \mathrm {SE} \left(\ln {\text{DOR}}\right)={\sqrt {{\frac {1}{TP}}+{\frac {1}{FN}}+{\frac {1}{FP}}+{\frac {1}{TN}}}}}
Na tej podstawie można na przykład wyznaczyć przybliżony 95-procentowy przedział ufności dla logarytmu DOR:
{\displaystyle \ln {\text{DOR}}\pm 1.96\times \mathrm {SE} \left(\ln {\text{DOR}}\right)}
Przekształcenie powyższego wzoru z wykorzystaniem funkcji wykładniczej umożliwia wyznaczenie przedziału ufności dla diagnostycznego ilorazu szans.

## Interpretacja
Diagnostyczny iloraz szans przyjmuje wartości od zera do nieskończoności, choć w przypadku działających poprawnie testów diagnostycznych powinien być większy niż jeden. Wyższe wartości diagnostycznego ilorazu szans wskazują na lepszą skuteczność testu. 
Logarytm diagnostycznego ilorazu szans jest czasami używany w metaanalizach badań dokładności testów diagnostycznych ze względu na jego prostotę (ma w przybliżeniu rozkład normalny). 

## Związek z innymi miarami trafności testów diagnostycznych
Diagnostyczny iloraz szans można wyrazić w kategoriach czułości (sensitivity) i swoistości (specificity) testu:
{\displaystyle {\text{DOR}}={\frac {{\text{sensitivity}}\times {\text{specificity}}}{\left(1-{\text{sensitivity}}\right)\times \left(1-{\text{specificity}}\right)}}}
DOR można również wyrazić jako funkcję dodatniej wartości predykcyjnej (PPV) i ujemnej wartości predykcyjnej (NPV):
{\displaystyle {\text{DOR}}={\frac {{\text{PPV}}\times {\text{NPV}}}{\left(1-{\text{PPV}}\right)\times \left(1-{\text{NPV}}\right)}}}
Jest on również powiązany ze wskaźnikami wiarygodności {\displaystyle LR+} I {\displaystyle LR-}:
{\displaystyle {\text{DOR}}={\frac {LR+}{LR-}}}

## Przykład
Rozważmy test z następującą tablicą pomyłek 2×2:
|                             | Pozytywny wynik testu | Negatywny wynik testu |
| Rzeczywista klasa pozytywna | 26                    | 3                     |
| Rzeczywista klasa negatywna | 12                    | 48                    |

Obliczamy diagnostyczny iloraz szans jako:
{\displaystyle {\text{DOR}}={\frac {TP/FP}{FN/TN}}={\frac {26/12}{3/48}}=34.666\ldots \approx 35}
DOR testu jest większy niż jeden, co oznacza, że test działa prawidłowo. Przedział ufności dla diagnostycznego ilorazu szans tego testu to [9, 134].

## Wady
Diagnostyczny iloraz szans jest nieokreślony, gdy liczba wyników fałszywie ujemnych lub fałszywie dodatnich wynosi zero (jeśli nie ma zarówno wyników fałszywie ujemnych, jak i fałszywie dodatnich, test jest doskonały; jeśli jednak tylko jedna z tych liczebności wynosi zero, DOR nie jest nieokreślony, co nie jest pożądane). Takiemu scenariuszowi zwykle przeciwdziała się, dodając 0,5 do wszystkich komórek tabeli kontyngencji; taką czynność nazywa się często mylący poprawką, chociaż trudno ją uznać to za korektę, ponieważ wprowadza ona swoiste obciążenie w wynikach. Niektórzy sugerują dokonanie takiej „korekty” we wszystkich tabelach kontyngencji, nawet jeśli nie mają komórek z zerami.